# ヤマザキマリラジオ
『ヤマザキマリラジオ』はNHKラジオ第1放送で2021年12月31日から、不定期の特別番組として放送されているトーク番組。

## 概要
漫画家で、エッセイストとしても活躍するヤマザキマリが、その時々の気になる話題を深堀して、それに関連したゲストとともに生放送でトークを展開するというものである。

## 放送履歴
出典：
| #  | 初回放送日時                 | ゲスト                        | 備考             |
| -- | ---------------------------- | ----------------------------- | ---------------- |
| 1  | 2021年12月31日 17:05 - 18:50 | 松岡正剛 西村宏堂             | 進行：井上あさひ |
| 2  | 2022年4月29日 16:05 - 17:55  | 養老孟司 若原弘之 出川展恒    | 進行：新井秀和   |
| 3  | 2022年8月19日 21:05 - 21:55  | 青柳正規                      | 進行：新井秀和   |
| 4  | 2022年12月30日 20:05 - 20:55 | 松岡正剛                      |                  |
| 5  | 2023年1月3日 20:05 - 20:55   | 立川志の輔                    |                  |
| 6  | 2023年5月3日 20:05 - 21:55   | 山下達郎                      |                  |
| 7  | 2023年8月17日 21:05 - 22:50  | 磯田道史 ベッピ・キュッパーニ |                  |
| 8  | 2024年1月2日 20:05 - 21:55   | 中園ミホ 松岡正剛             |                  |
| 9  | 2024年5月2日 20:05 - 21:55   | 萩尾望都                      |                  |
| 10 | 2024年8月18日 13:05 - 14:55  | 小泉悠 野谷文昭               |                  |